# دورگه‌های سرده پلنگ

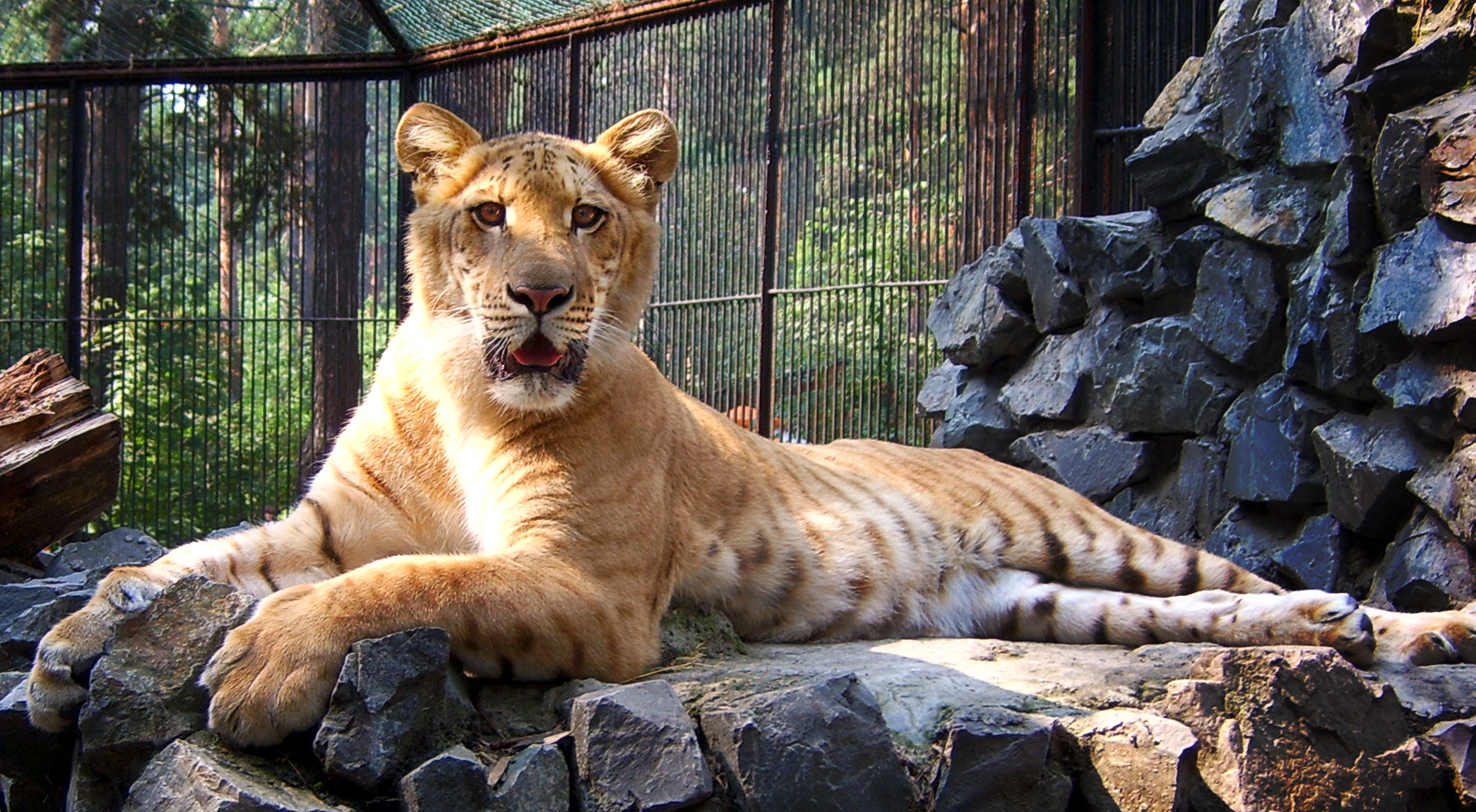
لیگر ماده زیتا در باغ وحش نووسیبیرسک.

دورگه سردهٔ پلنگ‌ها آمیخته‌ای بین افراد هر یک از پنج گونه از سردهٔ پانترا است: ببر، شیر، جگوار، پلنگ و پلنگ برفی است. بیشتر دورگه‌های در طبیعت تداوم نمی‌یابند زیرا قلمروهای گونه‌های والدین باهم همپوشانی ندارند و نرها معمولاً نابارور هستند. پژوهش‌های ژنوم میتوکندری نشان داد که دورگه‌های وحشی در دوران باستان نیز وجود داشته‌اند. ژنوم میتوکندریایی پلنگ برفی و شیر بیشتر از دیگر گونه‌های پانترا به یکدیگر شباهت داشت، که نشان می‌دهد در مقطعی از تاریخ آنها، نتاج ماده اجداد نر پلنگ‌های برفی مدرن و اجداد ماده شیرهای مدرن با نر اجداد پلنگ‌های برفی مدرن آمیخته شده‌اند.

## نام‌های دورگه‌ها
به دورگه‌های پانترا معمولاً یک نام تکواژ چندوجهی داده می‌شود که بر اساس اینکه کدام گونه پدر (والد مذکر) و کدام مادر (والد ماده) است، متفاوت است. به عنوان مثال، هیبرید بین شیر و ببر، شیببر است، زیرا شیر والد نر و ببر والد ماده است.
پروفسور ولنتاین بیل یک مشاهده و ضبط طولانی از برخی از دورگه‌های شیر-ببر انجام داد، این شیببرها وابسته به آقای اتکینز و باغ وحش او است:
|             | تاریخ تولد     | محل تولد     | تعداد توله‌ها | مقدار توله نر | مقدار توله ماده | طول عمر     |
| ----------- | -------------- | ------------ | ------------ | ------------- | --------------- | ----------- |
| اولین رکورد | ۲۴ اکتبر ۱۸۲۴  | ویندزور      | ۳            | ۲             | ۱               | ۱ سال       |
| رکورد دوم   | ۲۲ آوریل ۱۸۲۵  | کلافام مشترک | ۳            | ثبت نشده‌است   | ثبت نشده‌است     | زمان کوتاه  |
| رکورد سوم   | ۳۱ دسامبر ۱۸۲۶ | ادینبورگ     | ۳            | ۱             | ۲               | چند ماه     |
| رکورد چهارم | ۲ اکتبر ۱۸۲۸   | ویندزور      | ۳            | ۱             | ۲               | ثبت نشده‌است |
| رکورد پنجم  | می ۱۸۳۱        | کنزینگتون    | ۳            | ثبت نشده‌است   | ثبت نشده‌است     | ثبت نشده‌است |
| رکورد ششم   | ۱۹ ژوئیه ۱۸۳۳  | لیورپول      | ۳            | ۱             | ۲               | ۱۰ سال      |